# Provincia de Tarma

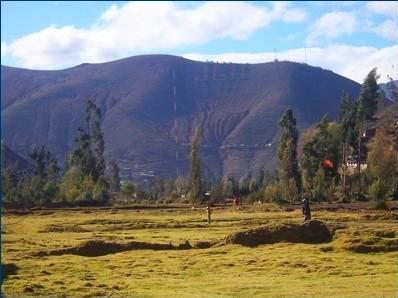
Cerro Lomo de Elefante en Tarma

La provincia de Tarma es una de las nueve que conforman el departamento de Junín en el Perú. Limita por el norte con la provincia de Junín, por el este con la provincia de Chanchamayo, por el sur con la provincia de Jauja y por el oeste con la provincia de Yauli.
Dentro de la división eclesiástica de la Iglesia católica del Perú, pertenece a la diócesis de Tarma.

## Toponimia
La palabra Tarma se castellanizo poco a poco: Tarumas, Taramas y Tarama hasta el actual Tarma. Se deriva de taruma o tarumayo, en quechua quiere decir 'planta', y mayu  o mayo significa 'riachuelo'. los Taramas fueron los primeros pobladores de la actual Tarma y Tarmatambo fue su asentamiento principal.

#### Hipocorístico
El apelativo de los ciudadanos tarmeños es los picaflores, por la abundancia de las flores en ese lugar.

## Símbolos

### Himno
El himno de Tarma se creó en 1951 por Consuelo de Galiano.

## Historia

### Fundación
El asentamiento principal en la época de los incas era Tarmatambo. Con la implementación de las reducciones de indios bajo el virrey Francisco de Toledo (1569-1572), se trasladó la capital al fondo del valle, recibiendo el nombre de Santa Ana de Pampas. A partir de la segunda mitad del siglo XVIII se elevó el pueblo o cabecera de indios, como así se denominaba a este tipo de asentamientos en la colonia, a la categoría de villa, oficializándose su nombre a Tarma, por haberse impuesto su uso durante la colonia. Por haber sido pueblo de indios no obtuvo un acta de fundación como existía para las ciudades de españoles, como Lima, Trujillo o León de Huánuco. La aseveración de Federico Phillips, en su escrito de 1911, de que Tarma fue fundada el 29 de julio de 1532 es no solamente falsa, sino falta de toda prueba documental histórica, como lo demuestra Arellano en su estudio histórico de 1988. El autor basa sus aseveraciones sobre la base de documentos históricos revisados en el Archivo General de Indias (Sevilla, España) y el Archivo General de la Nación  entre otros.

### Época prehispánica
Los resultados de las excavaciones arqueológicas y estudios etnohistóricos de la zona demuestran que se hallaba habitada por el norte y oeste del río Tarma por el grupo étnico chinchaycocha. Al sur del río se hallaban los xauxa/wanka, mientras que al este se encontraron vestigios de un grupo étnico pequeño, cuyo nombre no ha sido registrado por los documentos históricos, pero que los arqueólogos han denominado Pallcamayo. Cuando Pachacutec conquistó la región, creó artificialmente la provincia de Tarma, desmembrando el territorio de los chinchaycocha y los xauxa/wanka, y anexando allí a los Pallcamayo. La razón de su acción era el de poder controlar mejor a las grandes unidades políticas y étnicas que constituían los chinchaycocha y los wanka/xauxa. Y efectivamente, el curaca de Tarma tenía bajo el reinado de Pachacutec mucha inherencia política en la zona. Esta política de control fue después adoptada por los españoles, razón por la cual Tarma permaneció como centro de control y capital de los posteriores corregimiento y después intendencia. La capital de la provincia inca era Tarmatambo, cuya traza e ingeniería es completamente inca y emula la ingeniería y destreza arquitectónica que se puede observar en Machu Picchu, ya que ambos fueron mandados a construir por el mismo inca, Pachacutec.

### Época colonial
Durante el Corregimiento de Tarma, fue la mayor contribuyente a la Corona española, y como Intendencia de Tarma, su extensión abarcó diversos territorios, el primer intendente de Tarma, Juan María Gálvez y Montes de Oca (1 784), solicitó al rey de España, la jurisdicción provisional de los territorios de selva peruana para vigilar por los intereses de la corona de España.
- Primer intendente: Juan María de Gálvez y Montes de Oca
- Alcalde de primer voto: Lorenzo Antonio de Cárdenas y Hurtado de Mendoza
- Alcalde ordinario: Joseph de la Peña
- Regidores: los señores Tiburcio Gaona, Francisco A. Gonzales, Vicente Moyano y Joseph Sotelo

En 1 815 se realizó en Tarma el primer catastro, concluyéndose que la villa tenía 755 casas y aproximadamente 3 500 habitantes. En esos años, Tarma era cabeza de una de las ocho intendencias en que se dividió el virreinato. Tanta fue la importancia que tuvo, que comprendió los partidos de Huánuco, Jauja, Cajatambo, Huamalies y Panataguas. La Intendencia de Tarma llegó a ser la mayor contribuyente económica a la corona de entre todas las restantes.

### Época republicana

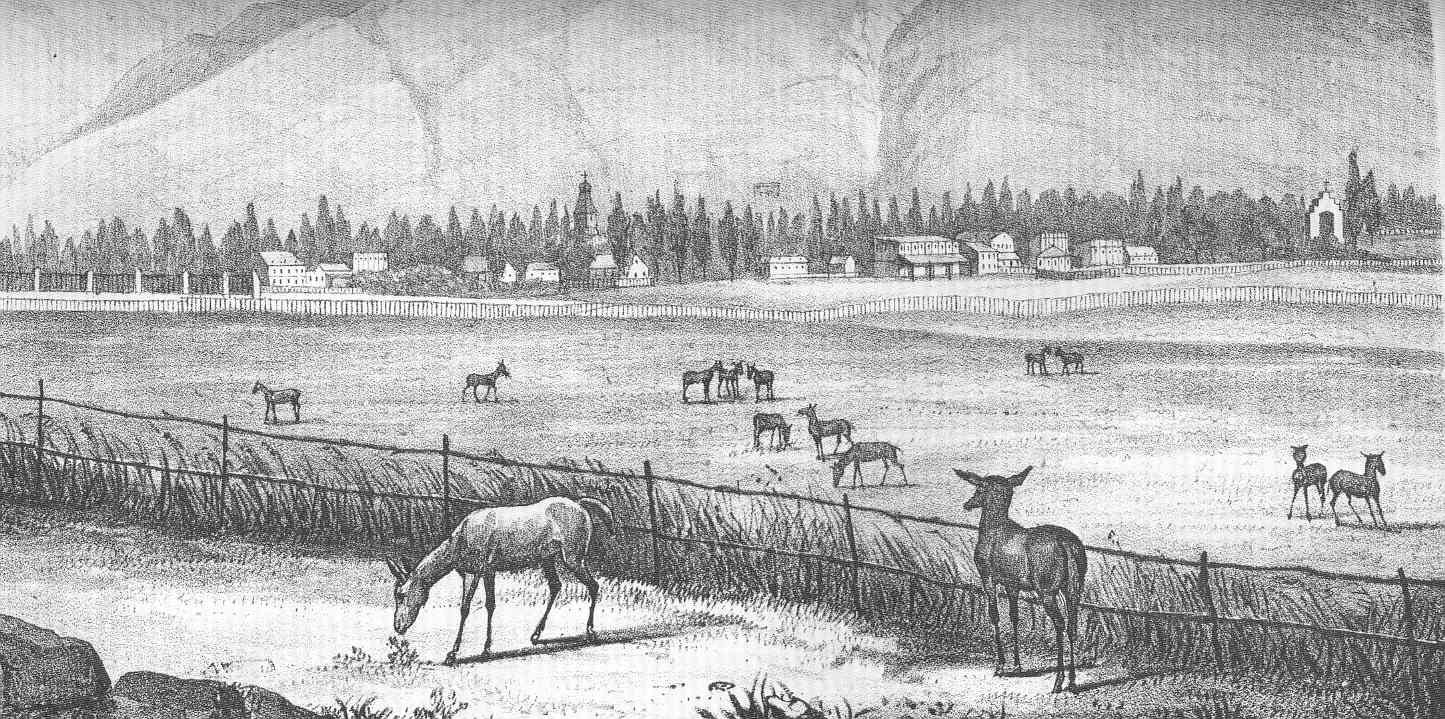
Tarma en 1854

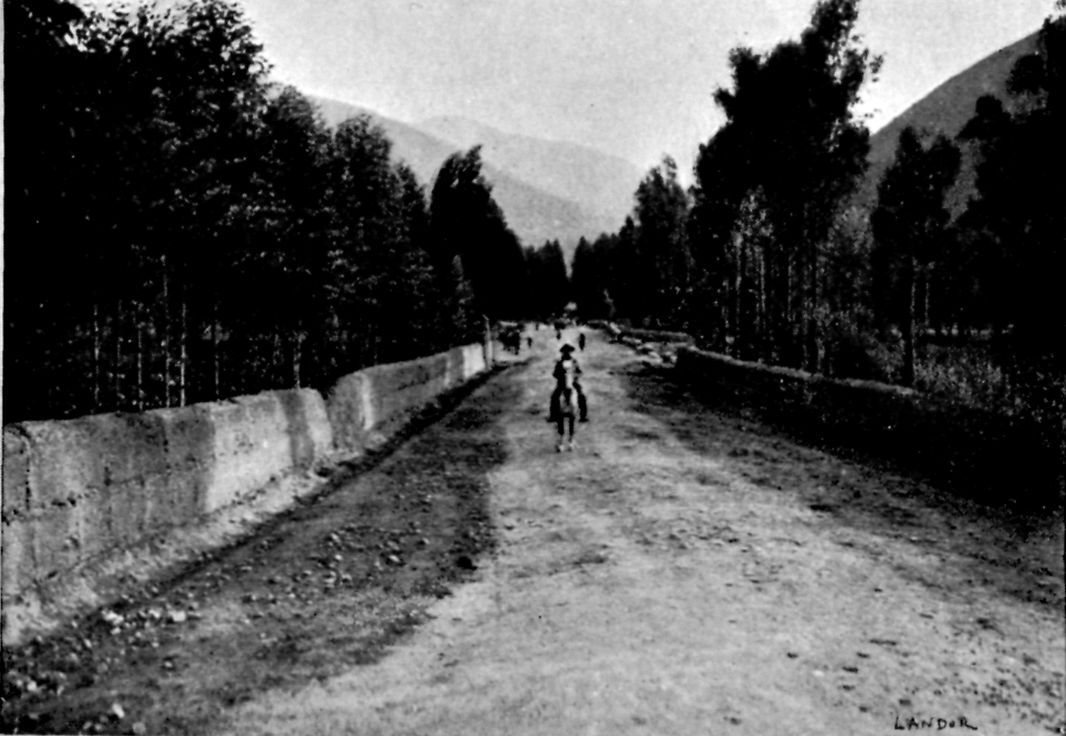
Tarma en 1913

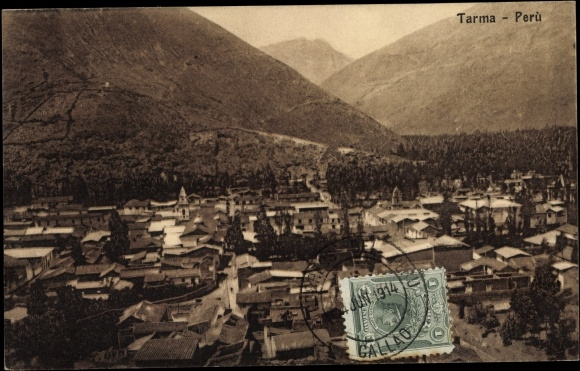
Tarma en 1914

A principios de noviembre de 1820, durante la guerra por la independencia que llevaba adelante el general José de San Martín, la población de la ciudad de Tarma apoyó al general Juan Antonio Álvarez de Arenales quien perseguía a las tropas realistas en su retirada hacia los Andes. El 25 de noviembre, el general Álvarez de Arenales ingresó a Tarma, siendo recibido con júbilo por la ciudad y el 28 de noviembre en Cabildo Abierto en la plaza Mayor, los tarmeños lanzaron el primer grito de independencia, firmando el acta los vecinos más notables de la ciudad, publicándose al día siguiente, el bando que daba a conocer este hecho. Álvarez de Arenales refrendó el nombramiento de gobernador intendente político y militar a Francisco de Paula Otero, quedando las milicias de Tarma, Jauja y Huancayo a la orden del intendente de Tarma. Este grito de independencia de Tarma, fue de mucha importancia, porque los realistas no lograron reconquistar la ciudad como sucedía en otros pueblos y porque servía de base de operaciones para los guerrilleros del Centro, por estos motivos Tarma fue nombrada como Ciudad Predilecta. Por decreto del 24 de noviembre de 1820, José de San Martín concedió a los tarmeños el uso de un escudo de plata en el brazo izquierdo con la inscripción «A los constantes patriotas de Tarma». Establecida la República se creó el Departamento de Tarma incluyendo los distritos de Tarma, Jauja, Huancayo y Pasco. Se nombró como presidente del departamento de Tarma, al coronel Francisco de Paula Otero. Luego de dos años y nueve meses, Simón Bolívar por Decreto Ley de septiembre de 1825 dio a este departamento el nombre de Junín, como homenaje a la batalla ganada al ejército español en estas zonas que pertenecían en ese momento a la circunscripción tarmeña.
Durante el periodo 1836-1839, Tarma pertenecía al Estado Nor-Peruano, y fue la capital del entonces Departamento de Junín. Posteriormente, la riqueza de Cerro de Pasco influyó para que esta se impusiera como cabeza del departamento, al punto de comprender en su jurisdicción la provincia, que tan excepcional importancia tuvo en la colonia. En 1855 José Gálvez Egúsquiza, acompañado de su esposa Ángela Moreno de Gálvez, presentó el proyecto para que fuera devuelta a Tarma su categoría de provincia. El 31 de diciembre del mismo año, Tarma se hizo provincia.
Durante la guerra del Pacífico, Tarma apoyó al ejército peruano y, posteriormente, a la resistencia comandada por el mariscal Andrés Avelino Cáceres. Si bien Tarma no fue escenario de gravitantes enfrentamientos, sí tuvo significativa importancia al establecer Cáceres allí la sede del Cuartel General del Ejército del Centro. Cerca de Tarma ocurrió el combate de Tarmatambo en 1882.

Combate de Tarmatambo fue una de las contiendas en 1882 en la guerra del Pacífico con Chile.

Ya durante la República, Tarma perdió su rol principal frente a la ciudad de Huancayo. Fue cuna del general Manuel Odría, presidente del Perú entre 1948 y 1956, quien durante su mandato presidencial realizó importantes construcciones de infraestructura en la ciudad, todas ellas en funcionamiento hasta la actualidad.

## Geografía

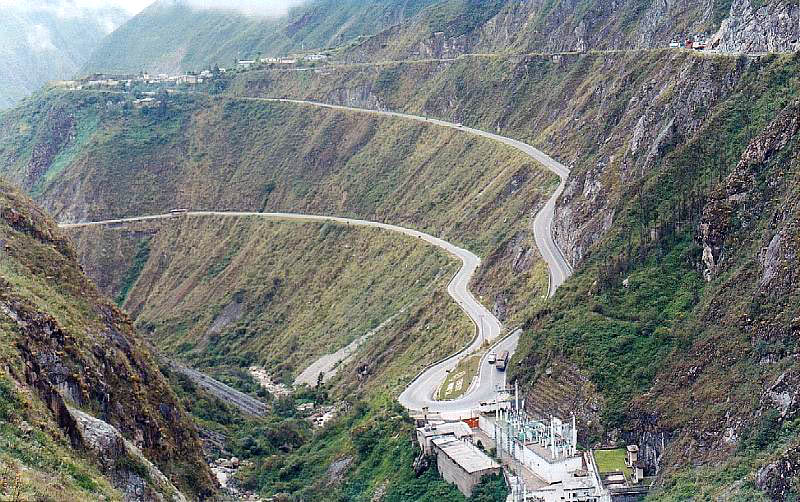
Por Carpapata, la ceja de selva tarmeña

### Ubicación geográfica
| Noroeste: Junín         | Norte: Junín / Chanchamayo | Nordeste: Chanchamayo        |
| Oeste: Yauli / Junín    |                            | Este: Chanchamayo / Jauja    |
| Suroeste: Yauli / Jauja | Sur: Jauja                 | Sureste: Chanchamayo / Jauja |

Su superficie abarca 2749,16 km². Se ubica en una posición privilegiada, turística y económica, a medio camino entre la capital y la selva alta, y punto de convergencia de diversas rutas hacia la selva central. Predomina un clima templado y benigno durante la mayoría de los meses.
La provincia de Tarma se ubica entre sierra y selva andino-amazónica, extendiéndose aproximadamente desde los 4000 m s. n. m. (tierra fría o Suni  y Quechua) hasta los 1400 m s. n. m. (tierra templada o Yunga). Alberga al Santuario Nacional Pampa Hermosa.

## Distritos

### División administrativa
La provincia de Tarma está dividida en nueve distritos y diecinueve centros poblados menores. En las Elecciones regionales y municipales de Perú de 2022 del pasado 2 de octubre el elegido fue Walter Jiménez más conocido como Fathy Jiménez para el periodo (2023-2026) y nueve regidores que estarán a cargo del consejo municipal con la misma duración que el alcalde que es de cuatro años. A diferencia de los comicios anteriores en la última elección de autoridades regionales o departamentales y municipales para el periodo 2023/26 la cantidad de regidores para el consejo deliberante tarmeño menoró de once a nueve consejeros por motivos que la cantidad de habitantes de esta provincia disminuyó.
| Distritos de la provincia de Tarma | Distritos de la provincia de Tarma | Distritos de la provincia de Tarma | Distritos de la provincia de Tarma | Distritos de la provincia de Tarma | Distritos de la provincia de Tarma | Distritos de la provincia de Tarma | Distritos de la provincia de Tarma | Distritos de la provincia de Tarma | Distritos de la provincia de Tarma |
| N.º                                | Distrito                           | Capital                            | Año de creación                    | Alcalde/sa (2023-2026)             | Cant. de regidores                 | Ubigeo                             | Población                          | Superficie (km²)                   | Densidad (hab./km²)                |
| ---------------------------------- | ---------------------------------- | ---------------------------------- | ---------------------------------- | ---------------------------------- | ---------------------------------- | ---------------------------------- | ---------------------------------- | ---------------------------------- | ---------------------------------- |
| 1                                  | Tarma                              | Tarma                              | 1822                               | Fathy Jiménez (CJJ)                | 9                                  | 120701                             | 50 165                             | 459.95                             | 103,87                             |
| 2                                  | Acobamba                           | Acobamba                           | 1857                               | Francisco Vicuña                   | 5                                  | 120702                             | 9500                               | 97.84                              | 109,1                              |
| 3                                  | Huaricolca                         | Huaricolca                         | 1958                               | Yerson Ingaruca                    | 5                                  | 120703                             | 3003                               | 162.31                             | 11,7                               |
| 4                                  | Huasahuasi                         | Huasahuasi                         | 1912                               | Freddy Capcha (Perú Libre)         | 5                                  | 120704                             | 15 373                             | 925.08                             | 149,1                              |
| 5                                  | La Unión                           | Leticia                            | 1936                               | Pedro López                        | 5                                  | 120795                             | 3514                               | 140.04                             | 25,03                              |
| 6                                  | Palca                              | Palca                              | 1857                               | Aurea Arias Limaymanta             | 5                                  | 120706                             | 6415                               | 378.08                             | 14,66                              |
| 7                                  | Palcamayo                          | Palcamayo                          | 1904                               | Jairo Carhuas                      | 5                                  | 120707                             | 3438                               | 168.73                             | 20,31                              |
| 8                                  | San Pedro de Cajas                 | San Pedro de Cajas                 | 1932                               | Luiz Vílchez                       | 5                                  | 120708                             | 3547                               | 537.31                             | 149,1                              |
| 9                                  | Tapo                               | Tapo                               | 1857                               | Edgard Flores Taipe                | 5                                  | 120709                             | 5919                               | 151.88                             | 29,45                              |

#### Localidades
Tarma cuenta con diecinueve centros poblados o barrios, en gran parte se sitúan en las zonas rurales y en donde también se llevan a cabo la elección de alcaldes por medio del sufragio secreto y universal, a lo que se realizaban los nombramientos a mano alzada hasta los recientes nuevos estatutos, por ende en 2023 por primera vez esas localidades tendrán autoridades que hayan sido elegidas por voto popular.
| Centro poblados de Tarma | Centro poblados de Tarma | Centro poblados de Tarma  | Centro poblados de Tarma      |
| N.º                      | Localidad                | Distrito al que pertenece | Alcalde/sa                    |
| ------------------------ | ------------------------ | ------------------------- | ----------------------------- |
|                          | Tarmatambo               | Tarma                     | David Navarro                 |
|                          | Urauchoc - Muylo         | Tarma                     | Rosa Galarza                  |
|                          | Cochas                   | Tarma                     | Celestino Hilario Berrios     |
|                          | Muruhuay                 | Acobamba                  | Alex Avellaneda               |
|                          | Huaracayo                | Acobamba                  | Clemente Curas                |
|                          | Picoy                    | Acobamba                  | Sam Alberth Condorena Márquez |
|                          | Apaycanchilla            | Huaricolca                | Julio Teofilo Ortega Alvaro   |
|                          | Congas Antacucho         | Huaricolca                | Gabriel Coronel               |
|                          | San Juan                 | Huasahuasi                | Juan Rojas                    |
|                          | Chiras                   | Huasahuasi                | Rubén Galarza                 |
|                          | Condorcocha              | La Unión                  | Marcelina Terrel              |
|                          | Ochonga                  | Palcamayo                 | Oscar Véliz                   |
|                          | Calca                    | Palcamayo                 | Teodoro G. Vílchez            |
|                          | Yanec                    | San Pedro de Cajas        | Sebastián Huamán              |
|                          | Cayash                   | San Pedro de Cajas        | Emilio Ulloa                  |
|                          | Chupan                   | San Pedro de Cajas        | Leoncio D. Machacuay          |
|                          | Maco                     | Tapo                      | Edilberto Reyes               |
|                          | Yuracmayo                | Tapo                      | Marcos Cruz                   |
|                          | Pacchac                  |                           | Javier Huaynates              |

## Capital
La ciudad de Tarma es la capital de la provincia de Tarma. Se encuentra ubicada en el departamento de Junín en Perú, es conocida también como la Perla de los Andes, llamada así por Antonio Raimondi, en virtud a su clima primaveral, a la abundancia de sus flores y a la hermosura de sus paisajes. 
Localizada a 3 050 m s. n. m. a orillas del río Tarma, a unos 50 km de La Oroya. 
Por su altitud, Tarma tiene un privilegiado clima templado, con sol casi todo el año y un inigualable cielo azul. 
Tarma se ubica en una posición estratégica, y es actualmente una de las provincias con mayores atractivos turísticos, y es el enlace de la capital con la selva alta, y punto de convergencia de diversas rutas hacia la selva central.

## Autoridades

### Regionales
| Consejero/ra regional de Junín | Consejero/ra regional de Junín | Consejero/ra regional de Junín |
| Período                        | Consejero/ra                   | Org. política                  |
| ------------------------------ | ------------------------------ | ------------------------------ |
| 2023-2026                      | Luis Morales Nieva             | Sierra y Selva Contigo Junín   |

### Municipales
Desde 2007 con la asunción de Luis Morales Nieva, Tarma ha elegido a políticos que estuvieran candidateando con un movimiento político regional como Conredes, Sierra y Selva Contigo Junín, Junín Sostenible y el movimiento político Caminemos Juntos por Junín, con Fathy Jiménez como nuevo gobernador.
En las elecciones regionales y municipales de 2018, el médico Moisés Tacuri García había sido elegido para el periodo 2019-2022. Pero, tras su fallecimiento, y de a pocos meses de haber asumido el cargo como alcalde, el que le sucedió fue el primer regidor, José Mansilla, del mismo partido político: movimiento político regional Sierra y Selva Contigo Junín.
En las elecciones regionales y municipales de Perú de 2022, el pasado 2 de octubre, el elegido fue Walter Jiménez, más conocido como Fathy Jiménez, para el periodo 2023-2026 con el movimiento político regional Caminemos Juntos por Junín.
La duración del mandato tanto para el alcalde y los nueve consejeros es de cuatro años.
| Gobierno de Tarma   | Gobierno de Tarma                                                                           | Gobierno de Tarma |
| Período             | Alcalde/sa                                                                                  | Regidores |
| ------------------- | ------------------------------------------------------------------------------------------- | --- |
| 2023-2026           | Fathy Jiménez (Movimiento Regional Caminemos Juntos por Junín)                              | 1. Gilmer García (Caminemos Juntos por Junín) 2. Flor Arroyo (Caminemos Juntos por Junín) 3. Manuel Iriarte (Caminemos Juntos por Junín) 4. Yamilí Casas (Caminemos Juntos por Junín) 5. Nilton Palacín (Caminemos Juntos por Junín) 6. Pilar Vicuña (Caminemos Juntos por Junín) 7. Luis Correa (Sierra y Selva Contigo Junín) 8 Tito Limaymanta (movimiento político regional Junín Renace) 9. Verónica Sacarías (Renovación Popular) |
| Anteriores alcaldes |                                                                                             | |
| 2019-2022           | José Mansilla Movimiento Regional Sierra y Selva Contigo Junín (interino)                   | |
| 2019-2019           | Moisés Tacuri Movimiento Regional Sierra y Selva Contigo Junín (fallecido a fines del 2019) | |
| 2015-2018           | Luis Palomino Junín Sostenible                                                              | |

### Policiales
| Comisaría de Tarma                   | Comisaría de Tarma                          | Comisaría de Tarma  |
| Dirección                            | Teléfono                                    | Horario de atención |
| ------------------------------------ | ------------------------------------------- | ------------------- |
| Jr. Callao n.º 118                   | (064) 321921 992569257/989107810            | 24 hs               |
| Comisario                            |                                             |                     |
| Cmdt. PNP Edgar Capcha               |                                             |                     |
| Serenazgo                            |                                             |                     |
| Jr. Arequipa n.º 215                 | (064) 321322                                | 24 hs               |
| Emergencias (Hospital Félix Mayorca) |                                             |                     |
| Av. Pacheco n.º 362                  | (064) 321400 (064) 321401 Samu: 973 159 461 | 24 hs               |
| Bomberos                             |                                             |                     |
|                                      | (064) 321700                                | 24 hs               |

## Educación

### Universidades
El 16 de diciembre del 2010, el Congreso de la República aprobó la creación de la Universidad Nacional Autónoma Altoandina de Tarma. También existen las sedes universitarias de la UNDAC y de la UNCP. Así mismo, mediante un convenio firmado entre la Universidad Católica Sedes Sapientiae y la diócesis de Tarma, la filial de dicha universidad católica en Tarma inició sus actividades académicas en marzo del año 2011. El primer examen de admisión tuvo lugar el 20 de febrero del 2011 en el obispado de Tarma.

### Institutos y Escuelas Superiores
- Colegio Nacional Industrial n.º 32
- Instituto Superior Tecnológico Público Adolfo Vienrich
- Instituto Superior Tecnológico Privado Santa Lucía
- Instituto Superior Pedagógico Gustavo Allende Llavería
- Escuela Superior de Formación Artística San Pedro de Cajas

### Centros de formación y capacitación profesional
- Servicio Nacional de Adiestramiento en Trabajo Industrial SENATI

### Colegios
| Colegios de Tarma | Colegios de Tarma |
| ----------------- | --- |
| Estatales         | - I. E. Ángela Moreno de Gálvez (emblemático) - I. E. San Ramón (emblemático) - I. E. Santa Teresa - I. E. Gustavo Allende Llavería - I. E. Andrés Avelino Cáceres - I. E. Industrial n.º 32 - I. E. José G. Otero. Militarizado - I. E. José Gálvez - I. E. Mariscal Castilla - I. E. Wilhelm Hoffman - I. E. Gamarra - I. E. Rosa de Santa María |
| Particulares      | - C. P. San Vicente de Paúl - I. E. P. La Sagrada Familia - I. E. P. Niño Jesús de Praga - I. E. P. César Vallejo - I. E. P. San Francisco de Asís - I. E. P. Newton - I. E. P. Hugo Velásquez Macassi - I. E. Cristo te Ama - I. E. Orión - I. E. Ágora - I. E. Horizonte - I. E. Stephen Hawking - I. E. P. Einstein - I. E. P. Peruano Europeo  |

## Cultura

### Arqueología

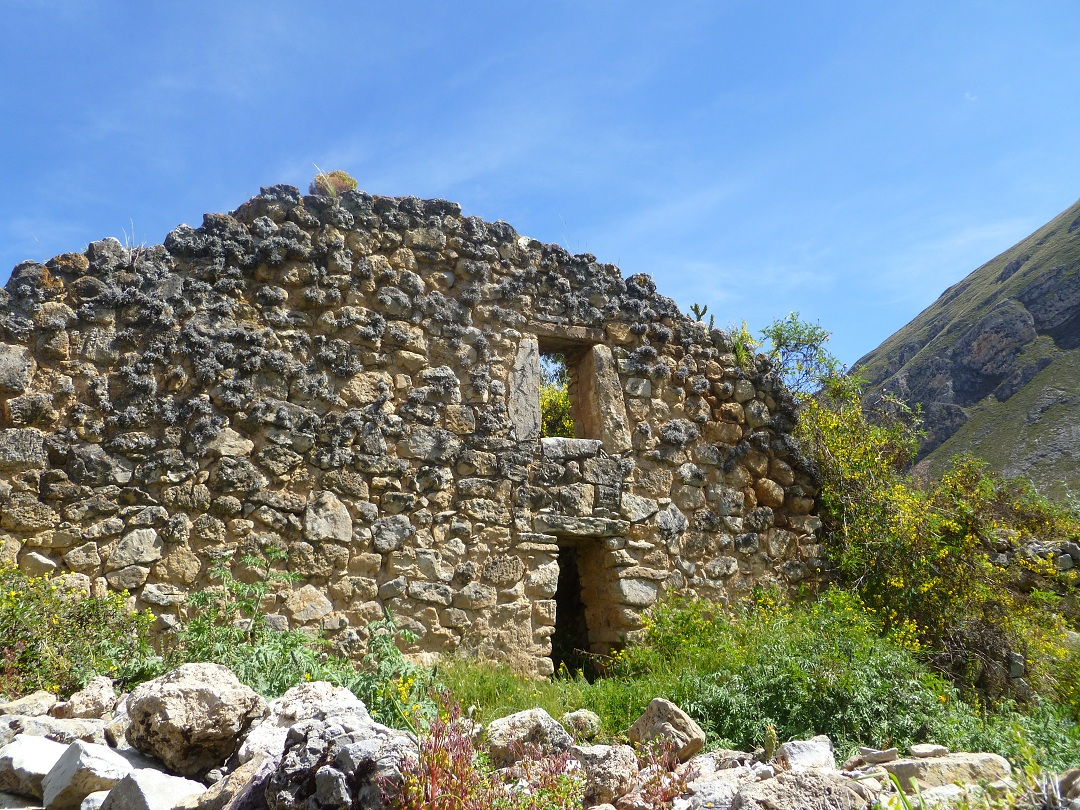
Complejo Arqueológico Tarmatambo, antigua división administrativa de los primeros habitantes de la actual Tarma, la cultura Tarama.

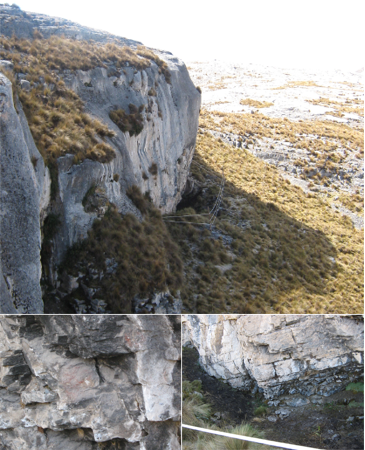
Yacimiento arqueológico de Telarmachay en distrito de San Pedro de Cajas

Perú prácticamente tiene restos arqueológicos en la mayoría de sus provincias, por esa razón no es extraño encontrar vestigios importantes de culturas preincas.
La provincia de Tarma tiene una importante cantidad de atractivos arqueológicos de los cuales destacan las Ruinas de Vilcasmarca, la cual cubre un área de cinco mil metros cuadrados dividida en cuatro compartimentos de dos pisos similares a celdas de prisión, rodeados de graneros de dos metros de diámetro adornado con ventanas en las fachadas semicirculares.
- Ruinas de Ancashmarca: Cuyo nombre proviene de dos voces quechuas que significan 'pueblo liviano', su estructura está conformada por varios pisos y torreones ubicados en la cima de un cerro y según las investigaciones también se habría desarrollado en este lugar el hombre precerámico.

- Shoguemarca: Es una zona privilegiada pues en ella se pueden apreciar una cantidad importantes de centros arqueológicos dentro de las cuales destaca una ciudadela inca totalmente amurallada la cual posee torreones de tipo piramidal con hornacinas y ventanas pequeñas.

- Shaprash: Es un cerro rocoso cubierto de largos musgos blancos de modo permanente los cuales le brindan la imagen de una montaña con barbas canosas y onduladas.

- Cachipuquio: Tiene una estructura de piedra peculiar parecida a una fuente de agua sin embargo, esta emana agua salada que es aprovechada por los pobladores de la zona.

- Ruinas de Tarmatambo: En la cual se hallan muchas collcas (depósitos), salas de obraje, cárceles, un canal de irrigación y un camino real de los incas el cual conduce de la ciudad del Cusco a Cajamarca conservado en algunos tramos.
- Telarmachay: Es un yacimiento arqueológico ubicado en el distrito de San Pedro de Cajas en donde se pueden encontrar pinturas rupestres.

### Otros sitios de interés
- Gruta de Guagapo
- Tejidos de San Pedro de Cajas

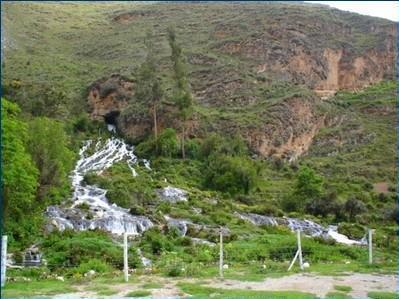
Gruta de Huagapo

- Santuario Nacional de Pampa Hermosah
- Patrimonio Cultural a la Pachahuara de Huanuquillo, Tarma

### Festividades
Fiestas tradicionales de Tarma:
- Carnaval de Tarma

- Pachamama Raymi
- Chonguinada[13]

- Danza de Huanuquillana[14]
- Huaylegía

- Semana Santa: fiesta de los fieles católicos.

- Señor de Muruhuay
- Inti Raymi: fiesta del sol
- Festival del Folklore

### Museo y Bibliotecas
- Casa de Cultura de Tarma
- Biblioteca Municipal Adolfo Vienrich[15] se encuentra frente a la plaza de armas de Tarma.
- Museo Municipal de Tarma
- Centro Cultural Fortunato Cárdenas[16]
- Centro Cultural y Biblioteca de la UNAAT[17]
- Centro Cultural y Biblioteca de la UNCP

### Música
Tarma cuenta con una variedad de músicas y danzas tales como la chonguinada, tunantada, huayno, muliza, huaylegia, quiulladanza, huanuquillada, entre otros. Al igual que grupos, orquestas, bandas y artistas solistas hacen algunas músicas, danzas o manifestaciones folclóricas que Tarma comparte con otras provincias juninenses. Los principales exponentes son Lira tarmeña fundado en 1929 por Antidio Rojas y Adrián Solano de composiciones como Picaflor tarmeño considerado como uno de los himnos de la provincia de Tarma, asimismo cuenta con otros temas principales Mantarana y Huamanripita. El cuarteto de músicos llamado Extraña dimensión fundado en los setenta. otra de las bandas vigentes son Contrabandamil fundado en 2009 y, el dúo de Edwin y Franco.

### Literatura

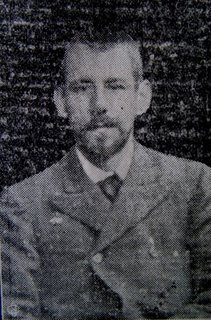
Vienrich de la Canal es uno de los máximos exponentes de la literatura quechua.

La Literatura tarmeña se refiere a las obras de cualquier género que estén escritas, publicadas o en circulación e inéditas en idioma castellano y quechua. Los principales exponentes son:
- José Gálvez (1885-1956) fue literato, político y docente y sus principales obras son Paz aldeana, Oda pindárica a Grau, Una Lima que se va, Estampas limeñas, La boda, Poemas a Tarma, etc.

- Adolfo Vienrich (1867-1908) fue un intelectual, literario, docente y artista comprometido con la cultura andina o/y tradición quechua, tal es así que sus obras son parte de la literatura del Perú y el quechua. Escribió Aliso Silvestre, Silabario tarmeño, Azucenas quechuas (Tarmap Pacha Huaray), Apólogos quechuas (Tarmapap Pachahuarainin), etc.

- Gustavo Allende (1887 o 1890-1939) fue un poeta, docente y editor. En su tiempo fundó una revista de arte tarmeño llamado Brumas y publicó su obra literaria Valladares.

- Pedro Macassi (1896 o 1897-1976) fue político, escritor, compositor y artista que publicó Pacha Huayta o El llanto de la quena y mulizas.

- Fortunato Cárdenas (-) fue literato, artista que publicó una novela de costumbrs titulado La llamita de Capia y otros.

- Eleodoro Vargas (1924-1997) fue literato, editor y docente y sus principales obras son Zora, imagen de poesía, El cristal con que se mira, Fiesta del sol, Taita Cristo, Ñahuín, entre otros.

- José Antonio Bravo (1938-2016) fue escritor, ensayista, y docente, sus obras principales son Las noches hundidas, Barrio de broncas, A la hora del tiempo y Un hotel para el otoño.

- Andrés Mendizábal (1947-?) Fue un intelectual y poeta de Tarma y sus obras más sobresalientes son El colibrí tornasol y sus amigos, Juaninco pececito y La mariposa Toribia.
- Julián Loja (1938-2019) es un literato y docente y a publicado varias obras como Mama Shulay, Tarumanya, Mula Mañuca, etc. aunque posee obras inéditas relacionadas con la cultura tarmeña.
- Teodoro Morales (1942-) es historiador, poeta y crítico literario, fundador de la Casa de la Cultura de Tarma, asociación del que está a cargo. Ha escrito y publicado muchos libros de los cuales los más sobresalientes son Elegía a la paz violenta, En Memoria de la suerte, En campo propio, Canto para mi silencio, Extra muros del silencio, etc.

### Gastronomía

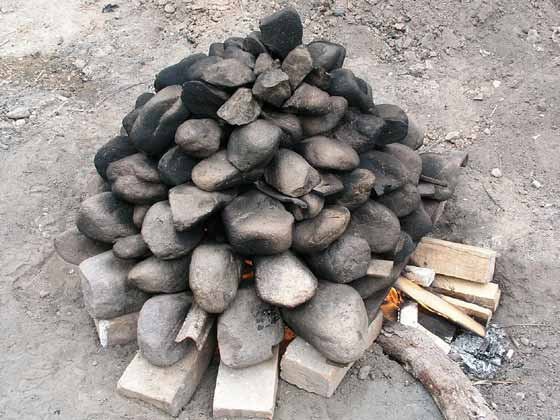
Pachapiedras.

La gastronomía tarmeña es reconocida por el Chupe preparado con siete yerbas naturales de esa ciudad, otros como la  Pachamanca y el Manjar son símbolos del arte culinario de tarmeño. Patasca, Patache, Trucha con Racacha, Sopa de trigo con charqui, Sopa de olluco, Papasopa, Yacusopa, Pipián de maíz, Tortilla de chuño, Ajiaco de olluco, Picante de cuy, Charqui tostado acompañado con papa sancochada, cancha, huevo sancochado y uchu, etc. Mazamorra de tocosh, Mazamorra de calabaza, Mazamorra de caya y  Mazamorra de Chuño; Humitas, Tamales y Mermeladas; Ponche de habas, Quinua, Maca, Kiwicha, Máchica  y Siete semillas y por último están las bebidas como Chicha morada, Chicha de jora, té de coca y té de muña.

### Deportes

#### Fútbol
El fútbol tarmeño siempre tuvo clubes que representaron a nivel regional de la liga departamental de Junín y en la etapa nacional de la primera división de fútbol peruano, gracias a sus clubes la provincia de Tarma está entre los primeros en poseer los títulos del campeonato juninense de fútbol. Los clubes más laureados son la Asociación Deportiva Tarma (ADT), que jugó diez temporadas en primera, y el Club Sport Dos de Mayo, uno de los clubes más antiguos de Tarma, con el ADT, disputan el clásico de la ciudad.

#### Liga Provincial de Tarma
- Liga Distrital de Acobamba

| Participantes Primera División distrital 2016                                                      | Participantes Primera División distrital 2016                    | Participantes Primera División distrital 2016                        |
| -------------------------------------------------------------------------------------------------- | ---------------------------------------------------------------- | -------------------------------------------------------------------- |
| - Las Águilas de Yanama - Alianza Collpa - Juventud Cruzeiro Cochayoc - Unión Juventud Carhuacátac | - Echa Muni - San Antonio - Sport Ruraymarca - Progreso Muruhuay | - Real Esperanza Yanama - Deportivo Ingenio - Deportivo Los Canarios |
- Liga Distrital de Huaricolca
- Liga Distrital de Huasahuasi
- Liga Distrital de La Unión
- Liga Distrital de Palca
- Liga Distrital de Palcamayo
- Liga Distrital de San Pedro de Cajas
- Liga Distrital de Tapo
- Liga Distrital de Tarma

| Participantes Primera División distrital 2018     | Participantes Primera División distrital 2018 | Participantes Primera División distrital 2018 |
| ------------------------------------------------- | --------------------------------------------- | --------------------------------------------- |
| - Colegio San Ramón - San José de Cayash - CNI 32 | - ADT - San Cristóbal - Universitario         | - Sport Dos de Mayo - Sao Paulo Vicentino     |
Equipos participantes de Primera División distrital de años anteriores:
| - Manantial FC | - Vicentina | - Academia Marlon Maza |
- Liga Distrital de Tarmatambo

#### Participantes en la liga Departamental de Junín
Lista de clubes que en alguna vez han obtenido el título a nivel departamental como el ADT en diez oportunidades, Sport Dos de Mayo en dos y, Unión Carhuacátac, Universitario de Tarma y Muruhuay en una ocasión. Actualmente esos clubes se ubican en distintas ligas como en primera y en tercera división.
| Equipos de fútbol de Tarma | Equipos de fútbol de Tarma     | Equipos de fútbol de Tarma | Equipos de fútbol de Tarma    | Equipos de fútbol de Tarma | Equipos de fútbol de Tarma |
| N.º                        | Club                           | Fundación                  | Estadio                       | Liga                       | Distrito                   |
| -------------------------- | ------------------------------ | -------------------------- | ----------------------------- | -------------------------- | -------------------------- |
| 2                          | Asociación Deportiva Tarma ADT | 1929                       | Estadio Unión Tarma           | Liga 1                     | Tarma                      |
| 1                          | Club Sport Dos de Mayo         | 1919                       | Estadio Unión Tarma           | Copa Perú                  | Tarma                      |
| 3                          | P. Muruhuay                    | -                          | Estadio Municipal de Acobamba | Liga Distrital             | Acobamba                   |
| 4                          | Unión Carhuacátac              | -                          | Estadio Municipal de Acobamba | Copa Perú                  | Acobamba                   |
| 5                          | Universitario de Tarma         | -                          | Unión Tarma                   | Liga Distrital             | Tarma                      |

### Medios de comunicación
Los medios de comunicación en Tarma son:
| Medios audiovisuales                                                                      | Medios audiovisuales | Medios audiovisuales | Medios audiovisuales      |
| Emisoras radiales                                                                         | TV                   | Diarios              | Revistas                  |
| ----------------------------------------------------------------------------------------- | -------------------- | -------------------- | ------------------------- |
| - Radio Sudamericana 102.5 FM - Radio Alegría 91.7 FM - Radio la J 105.7 - Radio Luz 1400 | - Tarma TV           | - La Voz de Tarma    | - Unaat - La Voz de Tarma |

### Transporte
La ruta 22 es la que conecta a Tarma y a las otras provincias de Junín en toda la sierra y selva central.

### Biodiversidad
Entre las especies de animales que habitan en la provincia de Tarma se encuentran los anfibios Pristimantis cruciocularis, Pristimantis pardalinus, Phrynopus oblivius, entre otros.

## Personajes destacados
Otros
- Ana de Tarma
- Eufrasia Ramos
- Paula Huamán
- Petronila Aveleyra
- Ángela Moreno
- Cecilio Limaymanta
- Alejandro Palomino
- Fortunato Cárdenas
- Gustavo Allende